# Zbigniew Małkowski
Zbigniew Małkowski (* 19. Januar 1978 in Olsztyn, Polen) ist ein polnischer Fußballtorhüter.

## Karriere
Er begann seine Karriere bei Stomil Olsztyn in der polnischen Ekstraklasa. Nach seinen Anfängen bei Stomil Olsztyn spielte Zbigniew Małkowski bei Feyenoord Rotterdam und Excelsior Rotterdam in den Niederlanden. Ab 2005 spielte er in Schottland bei Hibernian Edinburgh, Gretna FC und Inverness Caledonian Thistle.
Anfang 2009 unterschrieb Zbigniew Małkowski einen Vertrag beim polnischen Drittligisten OKS 1945 Olsztyn, bei dessen Vorgängerverein Stomil Olsztyn er, damals noch in der Ekstraklasa, schon von 1995 bis 2000 tätig war. Seit der Saison 2009/10 spielt er wieder in der Ekstraklasa für Korona Kielce.